# Impedància d'ona

Per evitar reflexions, la impedància de dos mitjans ha de coincidir. D'altra banda, fins i tot si la part real de l'índex de refracció és la mateixa, però un té un gran coeficient d'absorció, el desajust de la impedància farà que la interfície sigui altament reflexiva.

La impedància d'ona d'una ona electromagnètica és la relació entre les components transversals dels camps elèctric i magnètic (els components transversals són els que formen angles rectes amb la direcció de propagació). Per a una ona plana elèctrica-magnètica transversal (TEM) que viatja a través d'un medi homogeni, la impedància d'ona és a tot arreu igual a la impedància intrínseca del medi. En particular, per a una ona plana que viatja per l'espai buit, la impedància de l'ona és igual a la impedància de l'espai lliure. El símbol Z s'utilitza per representar-lo i s'expressa en unitats d'ohms. El símbol η (eta) es pot utilitzar en lloc de Z per a la impedància d'ona per evitar confusions amb la impedància elèctrica.

## Definició
La impedància d'ona ve donada per
{\displaystyle Z={E_{0}^{-}(x) \over H_{0}^{-}(x)}}
on {\displaystyle E_{0}^{-}(x)} és el camp elèctric i {\displaystyle H_{0}^{-}(x)} és el camp magnètic, en representació fasor. La impedància és, en general, un nombre complex.
Pel que fa als paràmetres d'una ona electromagnètica i al medi pel qual viatja, la impedància de l'ona ve donada per
{\displaystyle Z={\sqrt {j\omega \mu  \over \sigma +j\omega \varepsilon }}}
on μ és la permeabilitat magnètica, ε és la permitivitat elèctrica (real) i σ és la conductivitat elèctrica del material a través del qual viatja l'ona (corresponent a la component imaginària de la permitivitat multiplicada per omega). A l'equació, j és la unitat imaginària i ω és la freqüència angular de l'ona. Igual que per a la impedància elèctrica, la impedància és una funció de la freqüència. En el cas d'un dielèctric ideal (on la conductivitat és zero), l'equació es redueix al nombre real
{\displaystyle Z={\sqrt {\mu  \over \varepsilon }}.}

## En espai lliure
A l'espai lliure la impedància d'ona de les ones planes és:
{\displaystyle Z_{0}={\sqrt {\frac {\mu _{0}}{\varepsilon _{0}}}}}
(on ε0 és la constant de permitivitat a l'espai lliure i μ0 és la constant de permeabilitat a l'espai lliure). Ara, des de
{\displaystyle c_{0}={\frac {1}{\sqrt {\mu _{0}\varepsilon _{0}}}}=299,792,458{\text{ m/s}}} (segons la definició SI del comptador),
{\displaystyle Z_{0}=\mu _{0}c_{0}}.
Per tant, el valor depèn essencialment {\displaystyle \mu _{0}}. Fins al 20 de maig de 2019, {\displaystyle \mu _{0}=4\pi \times 10^{-7}{\text{H/m}}}, per tant
{\displaystyle Z_{0}=376.73031346177\ldots ~\Omega \approx 120\pi ~\Omega }
El valor acceptat actualment de {\displaystyle Z_{0}} és
{\displaystyle Z_{0}=376.730313668(57)~\Omega }.

## En un dielèctric il·limitat
En un dielèctric isotròpic, homogeni amb propietats magnètiques insignificants, és a dir {\displaystyle \mu =\mu _{0}=4\pi \times 10^{-7}} H/m i {\displaystyle \varepsilon =\varepsilon _{r}\times 8.854\times 10^{-12}} F/m. Per tant, el valor de la impedància d'ona en un dielèctric perfecte és
{\displaystyle Z={\sqrt {\mu  \over \varepsilon }}={\sqrt {\mu _{0} \over \varepsilon _{0}\varepsilon _{r}}}={Z_{0} \over {\sqrt {\varepsilon _{r}}}}\approx {377 \over {\sqrt {\varepsilon _{r}}}}\,\Omega }
on {\displaystyle \varepsilon _{r}} és la constant dielèctrica relativa.